# Deborah McCormick
Deborah McCormick –conocida como Debbie McCormick– (nacida Deborah Henry, Saskatoon, Canadá, 8 de enero de 1974) es una deportista estadounidense que compitió en curling.
Ganó tres medallas en el Campeonato Mundial de Curling entre los años 1996 y 2006.
Participó en cuatro Juegos Olímpicos de Invierno, entre los años 1998 y 2014, ocupando el quinto lugar en Nagano 1998 y el cuarto en Salt Lake City 2002, en la prueba femenina.

## Palmarés internacional
| Campeonato Mundial | Campeonato Mundial      | Campeonato Mundial | Campeonato Mundial |
| Año                | Lugar                   | Medalla            | Prueba             |
| ------------------ | ----------------------- | ------------------ | ------------------ |
| 1996               | Hamilton (Canadá)       | Medalla de plata   | Equipo             |
| 2003               | Winnipeg (Canadá)       | Medalla de oro     | Equipo             |
| 2006               | Grande Prairie (Canadá) | Medalla de plata   | Equipo             |